# Peter Raabe

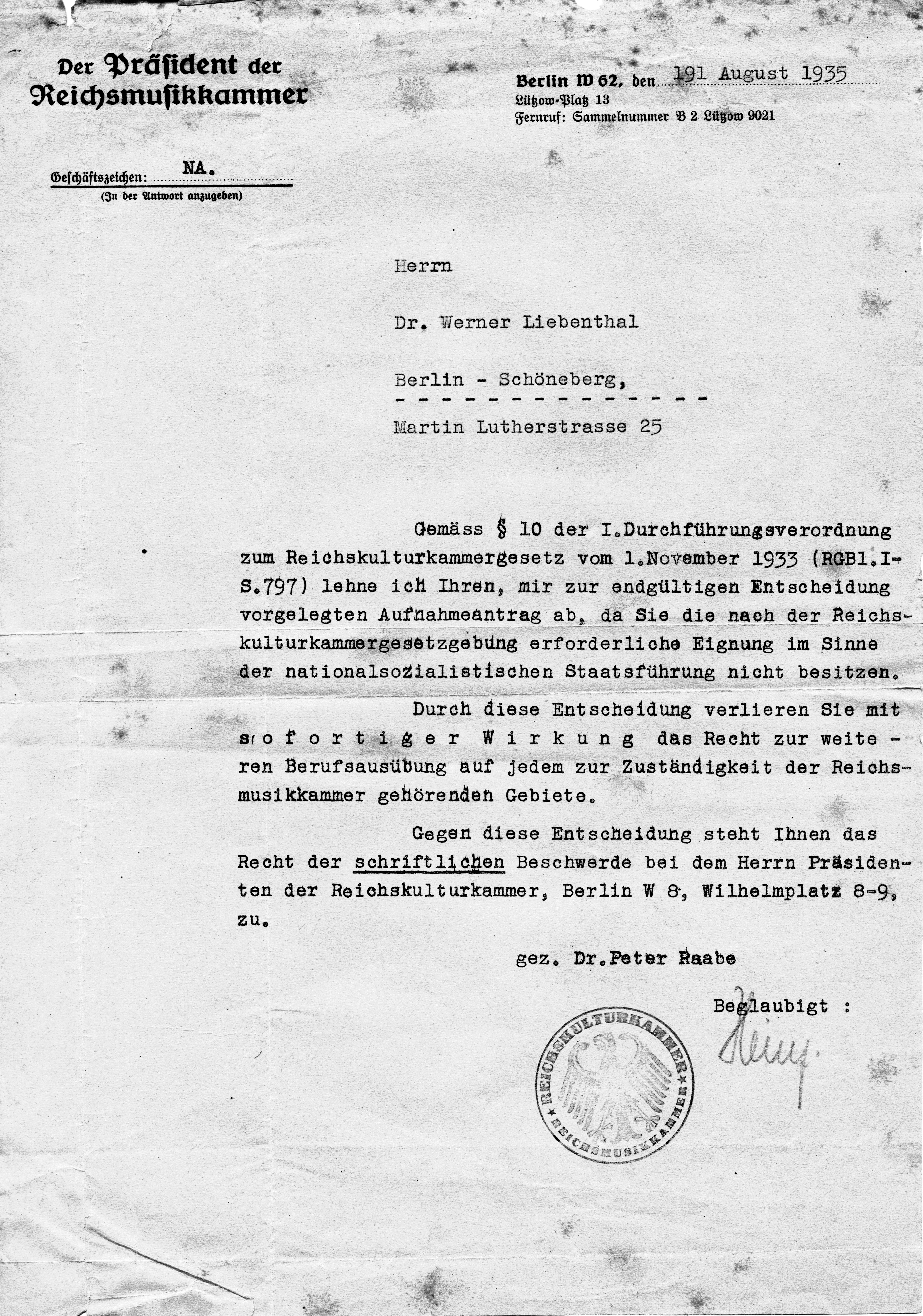
Yrkesförbud för musikern doktor Werner Liebenthal i Berlin, utfärdat av Raabe den 9 augusti 1935.

Peter Raabe, född 27 november 1872 i Frankfurt an der Oder, död 12 april 1945 i Weimar, var en tysk musiker. 
Raabe, som var utbildad vid Berlins musikhögskola, var kapellmästare vid olika operor i Tyskland och Nederländerna, längst i Weimar, från 1920 i Aachen. Han var känd utanför Tyskland som dirigent och som musikförfattare, i synnerhet av skrifter om Franz Liszt, och komponerade sånger och pianostycken. 
Raabe efterträdde 1935 Richard Strauss som president för Reichsmusikkammer och var på denna post till sin död den högst ansvarige för musikpolitiken i Nazityskland.